# Classe Cardenal Cisneros
La classe Cardenal Cisneros est une classe de croiseur cuirassé construite par la Marine espagnole entre 1902 et 1908.

## ClasseCardenal Cisneros
| Nom                    | Lancement       | Service effectif | Chantier naval                                             | Fin de carrière | Photo |
| ---------------------- | --------------- | ---------------- | ---------------------------------------------------------- | --------------- | ----- |
| Cardenal Cisneros (es) | 19 mars 1897    | 30 mars 1903     | Société espagnole de construction navale de Ferrol Espagne | 28 octobre 1905 |       |
| Cataluña (es)          |                 | 1908             | S.E.C.N. de Carthagène Espagne                             | retiré en 1928  |       |
| Princesa de Asturias   | 17 octobre 1896 | 10 juin 1903     | S.E.C.N. de la Carraque Espagne                            | retiré en 1928  |       |